# Saint-Nazaire-de-Pézan
Saint-Nazaire-de-Pézan – miejscowość i gmina we Francji, w regionie Oksytania, w departamencie Hérault.
Według danych na rok 1990 gminę zamieszkiwało 469 osób, a gęstość zaludnienia wynosiła 83 osoby/km² (wśród 1545 gmin Langwedocji-Roussillon Saint-Nazaire-de-Pézan plasuje się na 531. miejscu pod względem liczby ludności, natomiast pod względem powierzchni na miejscu 981.).